# Глазенап, Сергей Павлович
Серге́й Па́влович фон Глазена́п (13 [25] сентября 1848, Тверская губерния — 12 апреля 1937, Ленинград) — русский и советский астроном, член-корреспондент (1928), почётный член (1929) АН СССР. Герой Труда (1932).

## Биография
Происходил из дворянского рода фон Глазенапов известного с XIII века. Родился 13 (25) сентября 1848 года года в селе Павловское, близ Вышнего Волочка в многодетной семье инженера-путейца, который решил построить в своём имении винокуренный завод, но разорился.
Учился сначала в Тверской гимназии (шесть классов), в 1865/1866 уч. году — в 7-й Санкт-Петербургской гимназии. Поступил на физико-математический факультет Санкт-Петербургского университета, который окончил в 1870 году. Более всего во время учёбы он интересовался астрономией, которую читал профессор А. Н. Савич. Был успешен в изучении математики, которую читал П. Л. Чебышёв — за сочинение на тему «Об арифметических непрерывных дробях» Глазенап получил золотую медаль.
Был оставлен в университете для приготовления к профессорскому званию и начал работать в 1870 году сверхштатным астрономом в Пулковской обсерватории, где он до 1878 года много занимался вычислениями под руководством Деллена и Вагнера. В 1874 году за работу по наблюдению затмений спутников Юпитера он получил степень магистра астрономии.
С начала 1877 года в качестве приват-доцент он начал преподавать в Санкт-Петербургском университете. Докторскую диссертацию «Рефракционный уклон» он защитил в 1881 году — не в Петербургском университете, где встретилось препятствие в лице Савича, а по предложению Ф. А. Бредихина, в Московском университете. В качестве доцента он сменил Савича на кафедре астрономии, в 1885 году был утверждён экстраординарным, а с 1889 года — ординарным профессором. В 1887—1888 годах он был деканом физико-математического факультета Петербургского университета. Преподавал в университете до 1924 года.
В 1879—1887 годах читал общий курс астрономии и космографии на Бестужевских Высших женских курсах. В 1881 году возглавил созданную по его инициативе при Петербургском университете астрономическую обсерваторию. Был членом Санкт-Петербургского математического общества.
В 1892 году был командирован в посёлок Абас-Туман, где создал первую в России горную астрономическую обсерваторию — временная обсерватория, принадлежавшая Петербургскому университету.
Умер в Ленинграде 12 апреля 1937 года. Похоронен на Шуваловском кладбище.

## Научная деятельность
Основные научные работы посвящены исследованию двойных и переменных звёзд, изучению движения спутников Юпитера, рефракции света в земной атмосфере. Рассмотрел вопрос о точности определения коэффициента аберрации по данным наблюдений затмений спутников Юпитера. Исследовал влияние неконцентричности атмосферных слоёв равной плотности на рефракцию, обнаружил существование периодичности в рефракционных уклонениях и рассмотрел её влияние на параллаксы и аберрацию звёзд. Заново определил параллаксы альфы Лиры, 61 Лебедя, альфы Возничего. Предложил простой и точный удобный способ определения орбит — графический метод вычисления истинной орбиты звезды по видимой, вычислил большое число этих орбит. Выполнил несколько тысяч наблюдений двойных и переменных звёзд. В 1889 году Парижская академия наук присудила С. П. фон Глазенапу за оригинальный метод определения орбит двойных звёзд золотую медаль.
В 1873 году разработал способ определения времени исходя из соответствующих высот Солнца с помощью солнечного кольца. В декабре 1874 года участвовал в экспедиции для наблюдения прохождения Венеры через диск Солнца в Восточной Сибири — проводил наблюдение в Уссурийском крае, на озере Ханка. В 1887 году он возглавлял экспедицию в Ярославскую губернию для наблюдений полного солнечного затмения (19 августа 1887 (англ.)).
С. П. Глазенап стал одним из организаторов Русского астрономического общества; был его председателем в 1893—1905 и в 1925—1929 годах. Он стал пионером в организации астрономических наблюдений в благоприятных астроклиматических условиях Крыма и Кавказа. Создал временную обсерваторию в Абастумани, на месте которой впоследствии, в 1932 году, была основана Абастуманская астрофизическая обсерватория. Энтузиаст развития любительской астрономии. В летнее время проводил наблюдения на девятидюймовом рефракторе Репсольда в имении Домкино Городецкой волости Лужского уезда, полученном в наследство его женой.
С. П. Глазенап был известен в своё время и как садовод. Ему принадлежит открытие вредителя, называемого рябиновой молью. Он много сил отдавал пчеловодству (которым занялся по совету А. М. Бутлерова). В имении Домкино Глазенап создал пчеловодческое хозяйство. Он был одним из главных организаторов «Русского общества пчеловодства» (1891) и первым его председателем. Труды учёного были отмечены в 1901 году на Всемирной выставке в Париже золотой медалью «За культуру яблок и пчеловодство». Им опубликованы десятки статей по пчеловодству; его труды были отмечены на Всемирной выставке в Париже в 1900 году золотой медалью «За культуру яблок и пчеловодство». В 1926 г. издана его книга «Маленькая пасека».

## Награды, премии, должности
- Председатель Русского астрономического общества (1893—1905).
- Премия Вальса Парижской АН (1889).
- Герой Труда (1932).
- Заслуженный деятель науки РСФСР.

## Семья
Женился 9 февраля 1886 года на дочери действительного статского советника Татьяне Захаровне Васильевой (1864 — после 1937). Их дети:
- Алексей (11.02.1887—?; в 1907 году c серебряной медалью окончил Александровский лицей; в 1910 году женился на Ольге Павловне Миллер[11]. Во время Первой мировой войны А. С. Глазенап был назначен торговым представителем при русском посольстве в Норвегии, после Октябрьской революции в Россию не вернулся и оказался вместе с женой в фактической эмиграции. В Осло семья жила бедно. Алексей Сергеевич умер достаточно молодым, Ольга Павловна намного пережила супруга и скончалась в 1964 году. Сын Алексея и Ольги Глазенапов (внук астронома), по свидетельству знавших его людей, «отошёл от всего русского и разучился писать <по-русски>»[12].
- Василий (15.11.1888—?)
- Мелетина (11.08.1890—?), с 11 ноября 1912 г.[13] замужем за поручиком лейб-гвардии 1-й Артиллерийской бригады Георгием Павловичем Щербов-Нефедовичем.
- Татьяна (15.4.1894[14]—?)
- Ольга (12.02.1904[15]—?)
- Михаил (16.10.1906[16] — ?)

## Память
- Именем Глазенапа назван кратер на обратной стороне Луны.
- Именем Глазенапа названа малая планета (857) Глазенаппия, открытая С. И. Белявским 6 апреля 1916 года в Симеизской обсерватории.
- «Башня Глазенапа» — неформальное название здания, построенного в 1892 году по инициативе С. П. Глазенапа для астрономических наблюдений в Абастумани[17].
- «Обсерватория Глазенапа» — неформальное название здания во дворе здания Двенадцати коллегий, в котором с 1887 по 1937 год располагалась Астрономическая обсерватория Санкт-Петербургского университета.